# زیردریایی بی-۳۷
زیردریایی بی-۳۷ (به انگلیسی: Soviet submarine B-37) یک زیردریایی بود. این زیردریایی در سال ۱۹۵۸ ساخته شد.